# .ci
.ci je internetová národní doména nejvyššího řádu pro Pobřeží slonoviny.